# Championnat d'Afrique des clubs champions féminin de volley-ball 2003
Navigation
Édition précédente Édition suivante
La 13e coupe d'Afrique des clubs champions de volley-ball féminin s'est déroulée du 23 au 29 avril 2003 au Caire en Égypte.

## Compétition

### Club en compétition
| Pays     | Nombre d'équipes | Équipes                                                                      |
| -------- | ---------------- | ---------------------------------------------------------------------------- |
| Algérie  | 1                | Mouloudia Club d'Alger                                                       |
| Cameroun | 2                | Institut national de la jeunesse et des sports AES SONEL Volley-ball Yaoundé |
| Égypte   | 1                | Al Ahly SC                                                                   |
| Kenya    | 1                | Kenya Pipelines                                                              |
| Maroc    | 1                | Tihad Sportif Club de Casablanca                                             |

### Classement
| # | Équipe            | Pts | J | G | P | Sp | Sc | Ratio | Pp  | Pc  | Ratio |
| - | ----------------- | --- | - | - | - | -- | -- | ----- | --- | --- | ----- |
| 1 | Al Ahly SC        | 10  | 4 | 4 | 0 | 14 | 1  | 14    | 383 | 289 | 1.325 |
| 2 | Kenya Pipelines   | 8   | 5 | 3 | 2 | 11 | 9  | 1.222 | 468 | 412 | 1.136 |
| 3 | AES SONEL Yaoundé | 8   | 5 | 3 | 2 | 11 | 9  | 1.222 | 430 | 396 | 1.086 |
| 4 | INJS Yaoundé      | 8   | 5 | 3 | 2 | 10 | 10 | 1     | 433 | 413 | 1.048 |
| 5 | MC Alger          | 6   | 5 | 1 | 4 | 7  | 12 | 0.583 | 390 | 423 | 0.922 |
| 6 | TS Casablanca     | 5   | 5 | 0 | 5 | 2  | 15 | 0.133 | 251 | 422 | 0.595 |

## Classement final
| Rang                        | Équipe            |
| --------------------------- | ----------------- |
| Médaille d'or, Afrique      | Al Ahly SC        |
| Médaille d'argent, Afrique  | Kenya Pipelines   |
| Médaille de bronze, Afrique | AES SONEL Yaoundé |
| 4                           | INJS Yaoundé      |
| 5                           | MC Alger          |
| 6                           | TS Casablanca     |

## Récompenses
- MVP :  Tahani Toson[1]
- Meilleure marqueuse :
- Meilleure contreuse :
- Meilleure serveuse :
- Meilleure passeuse :  Miral Raouf
- Meilleure libero :
- Meilleure réceptionneuse :